# Parafia św. Aleksandra Newskiego w Wilnie
Parafia św. Aleksandra Newskiego – parafia prawosławna w Wilnie działająca w latach 1898–1959. Po upadku ZSRR ponownie znajduje się w rejestrze wspólnot parafialnych dekanatu wileńskiego; w rzeczywistości wznowiła działalność 6 grudnia 2012. 

## Historia parafii
Parafia powstała w 1898 z inicjatywy wileńskiego Bractwa Świętego Ducha, które również ufundowało cerkiew parafialną. Do 1915 działała przy niej dwuletnia szkoła dla chłopców i roczna dla dziewcząt. Od 1923 posiadała świątynię pomocniczą – cerkiew św. Eufrozyny Połockiej w Wilnie, na cmentarzu prawosławnym. 
W 1937 władze polskie zezwoliły na przejęcie budynku cerkwi św. Aleksandra Newskiego razem z dawnymi zabudowaniami szkoły na potrzeby żeńskiego monasteru św. Marii Magdaleny. Pojawienie się zakonnic w tym miejscu nie oznaczało likwidacji parafii. Dodatkowo mniszki, wspierane finansowo przez wiernych, dokonały szeregu remontów w zabudowaniach, urządziły sad i ogród. 
12 czerwca 1959 władze radzieckie usunęły cerkiew św. Aleksandra Newskiego z rejestru czynnych obiektów sakralnych, co – mimo protestów parafian – oznaczało likwidację placówki duszpasterskiej, zrealizowaną ostatecznie w roku następnym. Eparchia wileńska i litewska odzyskała obiekty parafialne po 1990. Mimo ponownej rejestracji parafii nie prowadziła ona działalności ze względu na bardzo zły stan techniczny świątyni. Po generalnym remoncie cerkwi parafia zaczęła funkcjonować (6 grudnia 2012).